# Роев ручей

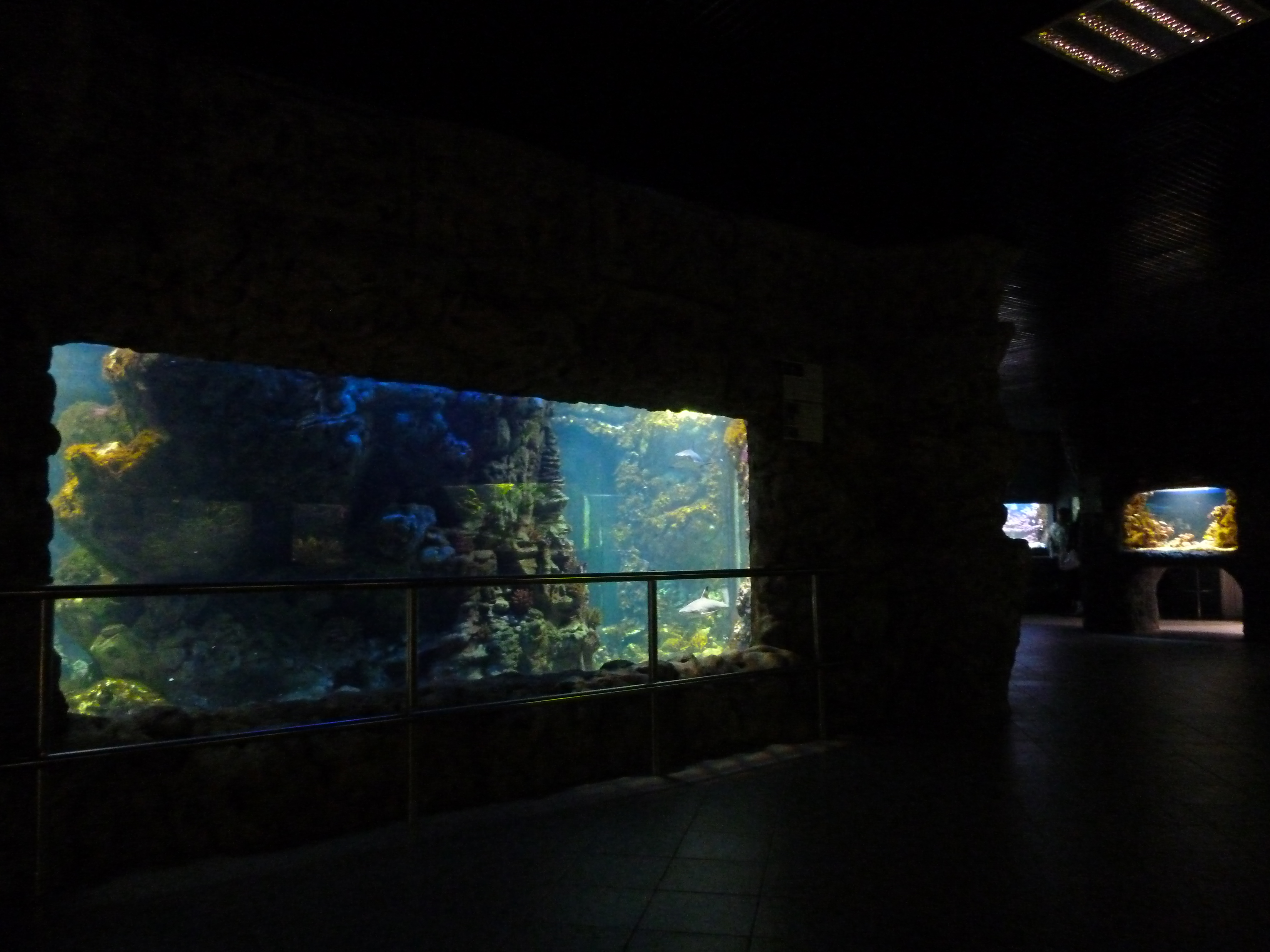
В акватеррариуме парка «Роев ручей»

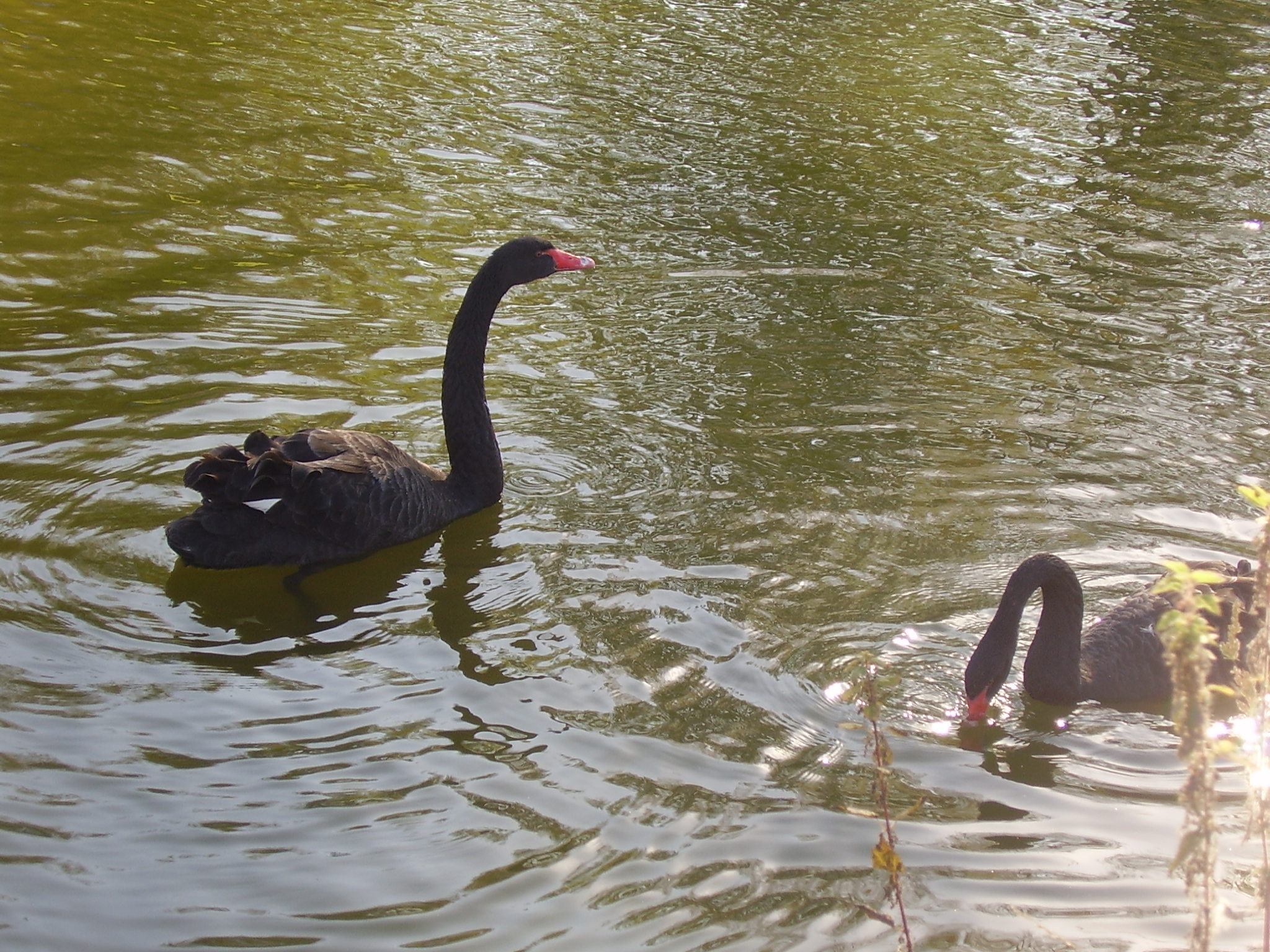
Чёрные лебеди в парке «Роев ручей»

Па́рк фло́ры и фа́уны «Ро́ев руче́й» — зоопарк в Красноярске, один из крупнейших зоопарков России. Официальное наименование управляющей зоопарком организации — Муниципальное автономное учреждение «Красноярский парк флоры и фауны „Роев ручей“». За годы деятельности в парке создана зоологическая коллекция, уступающая в Российской Федерации только Московскому зоопарку.
Является членом Евроазиатской региональной ассоциации зоопарков и аквариумов (ЕАРАЗА), Международной Ассоциации северных зоопарков мира (МАСЗ), Союза зоопарков и аквариумов (СОЗАР), кандидатом в члены Европейской ассоциации зоопарков и аквариумов (EAZA).

## История
Предшественником зоопарка «Роев ручей» можно считать так называемый «живой уголок», созданный в 1947 году в туристско-экскурсионном районе красноярского заповедника «Столбы» супругами Еленой Крутовской и Джеймсом Дулькейтом. Первоначально в нём содержались звери и птицы, тем или иным образом пострадавшие от браконьеров или туристов. С годами «уголок» рос, его коллекция была весьма велика и разнообразна для зоопарка Сибири: медведи, волки, рыси, соболи, росомаха, лисицы, белки, хищные птицы, лебеди, гуси, утки, многие другие представители сибирской фауны. Вход был бесплатным — «уголок» существовал в последнее время на пожертвования и за счёт добровольной помощи горожан и гостей города.
Решение о создании крупного зоопарка было принято в декабре 1999 года, строительство началось в феврале 2000 года, первая очередь была открыта 15 августа 2000 года. Животные, перевезённые из вольеров своего предшественника, а также прибывшие из Новосибирского зоопарка, положили основу коллекции Парка. Впоследствии она пополнялась видами, прибывшими из других зоопарков страны.

## О парке

Искусственный тираннозавр в парке динозавров зоопарка «Роев ручей»

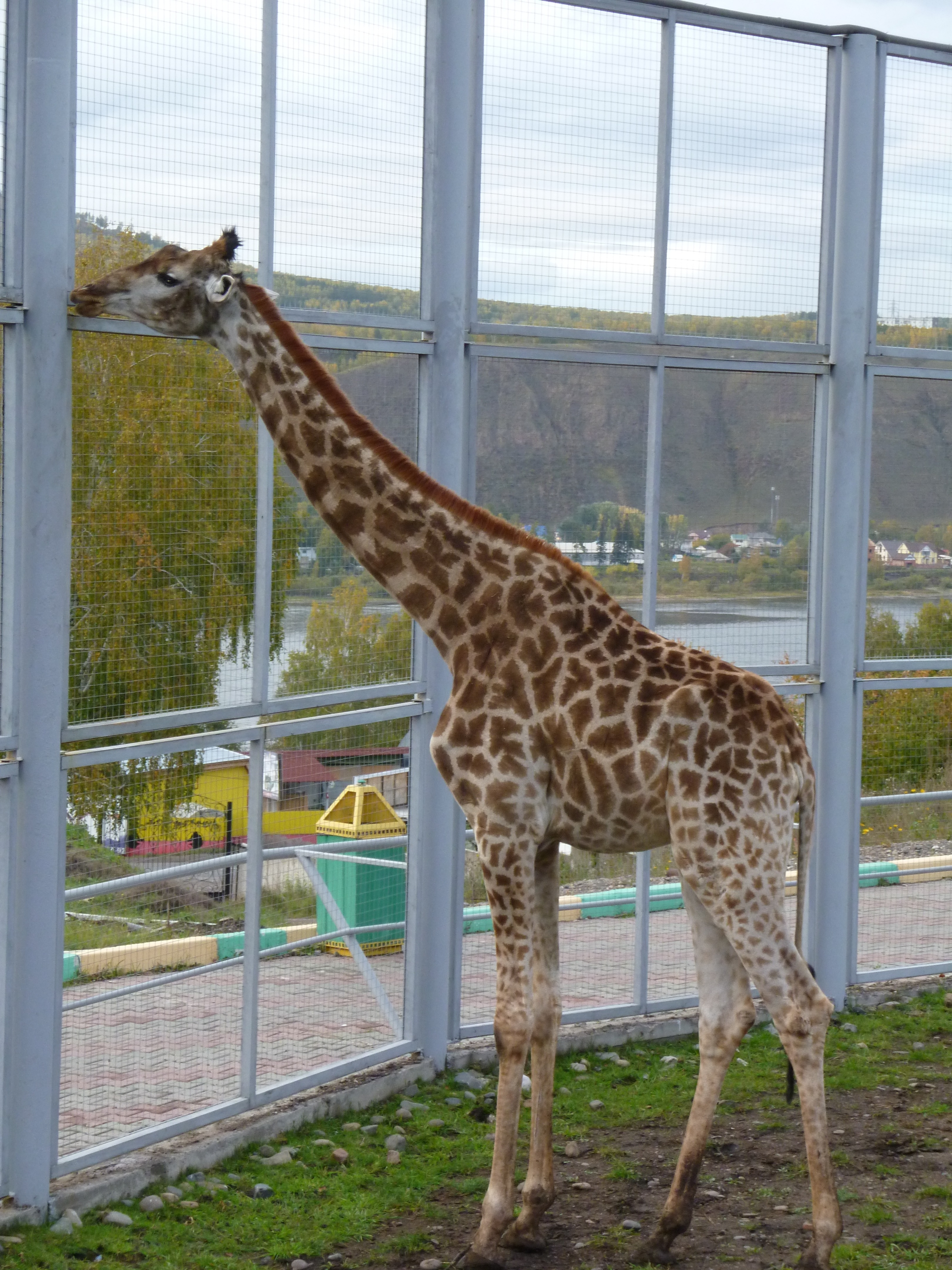
Жираф в коллекции зоопарка

Красноярский зоологический парк «Роев ручей» расположен на окраине города, в предгорье Восточного Саяна, в северной его части, на пологом склоне горы, обращённом к Енисею. Название зоопарку было присвоено по итогам городского конкурса по имени ручья, протекающего рядом (роев — от слова «рыть»: в XIX веке по ручью мыли /рыли/ золото).
Общая площадь парка составляет 51 гектар, парк продолжает развиваться и осваивать территорию. На перспективное развитие парку выделено 54 гектара.
Летом 2014 года в парке флоры и фауны «Роев ручей» открылся парк искусственных динозавров.
По количеству видов парк находится в первой пятёрке зоопарков Европы.
Зоопарк участвует в международных программах по спасению исчезающих и малочисленных видов; 340 видов коллекции «Роева ручья» занесены в Международную Красную книгу, 30 видов занесены в Красную книгу Российской Федерации.
На территории зоопарка интродуцировано более шестисот видов и сортов растений.
Член Евро-Азиатской региональной ассоциации зоопарков и аквариумов (ЕАРАЗА),  Международной ассоциации северных зоопарков мира (МАСЗ), Союза зоопарков и аквариумов России (СОЗАР), кандидат в члены Европейской ассоциации зоопарков и аквариумов (EAZA).
Участвует в Международной системе учёта животных (ISIS).
В штате зоопарка 320 сотрудников.

## Структура
Зоопарк имеет следующие отделы:
млекопитающих;
копытных;
орнитологии;
земноводных и пресмыкающихся;
ветеринарно-карантинный;
садово-парковый;
кормления;
кормовых животных;
зоопитомник;
научно-просветительской работы и международных отношений;
ремонтно-строительный.
Зоопарк «Роев ручей» работает без выходных; в летний период — с 9:00 до 21:00 часа.
Акватеррариум демонстрирует коллекцию все дни недели, с 11:00 до 20:00 часов.

## Зоологическая коллекция парка
Зоологическая коллекция парка постоянно пополняется за счёт покупки и обмена редких видов и является самой значительной по числу представленных видов среди зоопарков и зоологических учреждений Урала, Сибири и Дальнего Востока; неоценимую помощь при строительстве и приобретении животных оказывают меценаты.

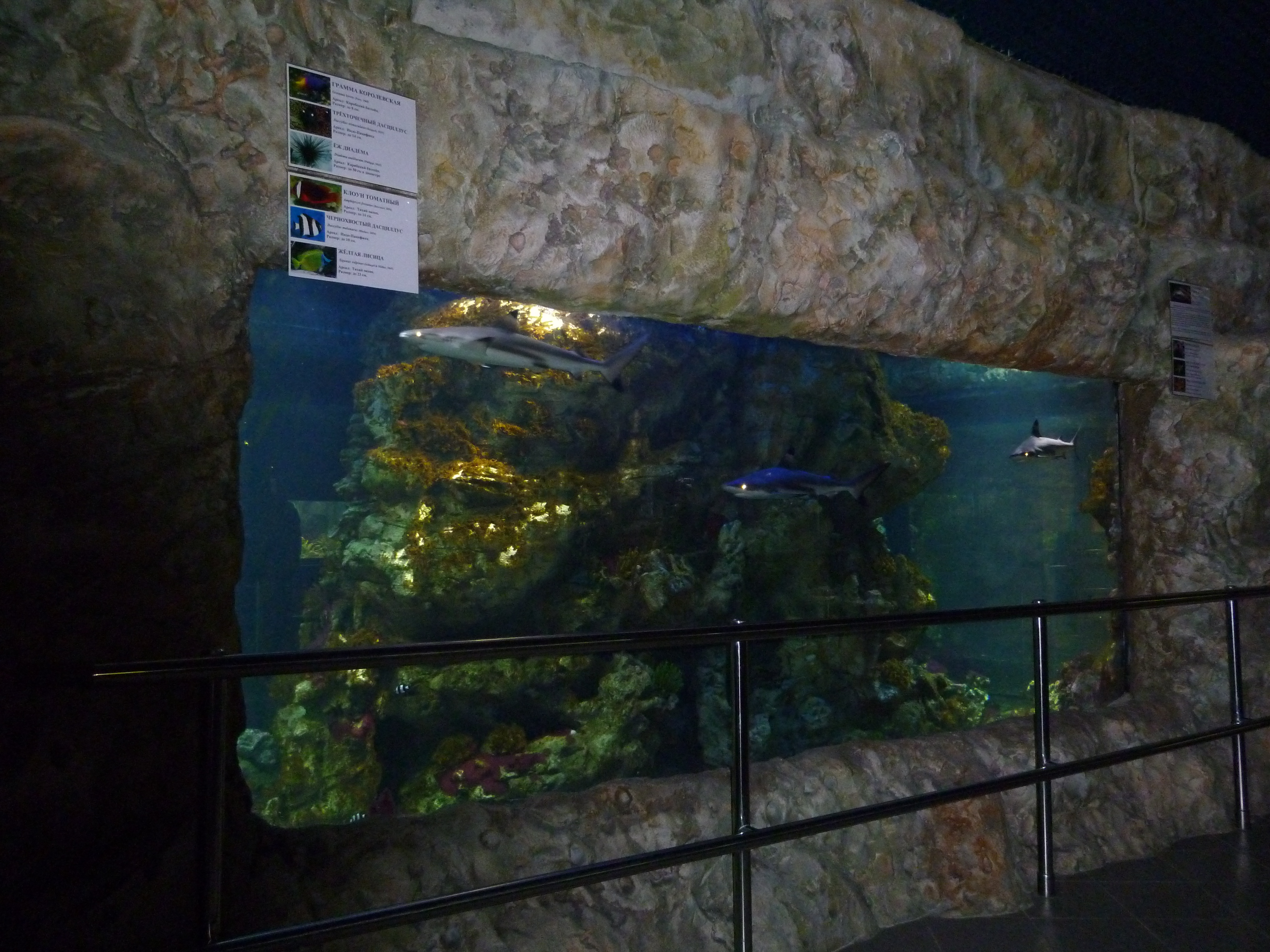
Чернопёрые рифовые акулы в акватеррариуме «Роева ручья»

В зоопарке обитает 7 887 представителей фауны 730-ти видов; в «Роевом ручье» — единственная в Сибири значительная коллекция млекопитающих и птиц из Африки — жирафов, белых львов, зебр, ориксов, гну, сурикат, шимпанзе, пингвинов.
В комплекс зоопарка входит один из крупнейших в России акватеррариумов, построенный в 2010 году: общая площадь его четыре тысячи квадратных метров, площадь экспозиций — полторы тысячи квадратных метров. Бассейн для акул вмещает тридцать тонн морской воды. Общий объём воды аквариумов и террариумов сооружения — сто пятьдесят тонн. Имеет несколько зон.

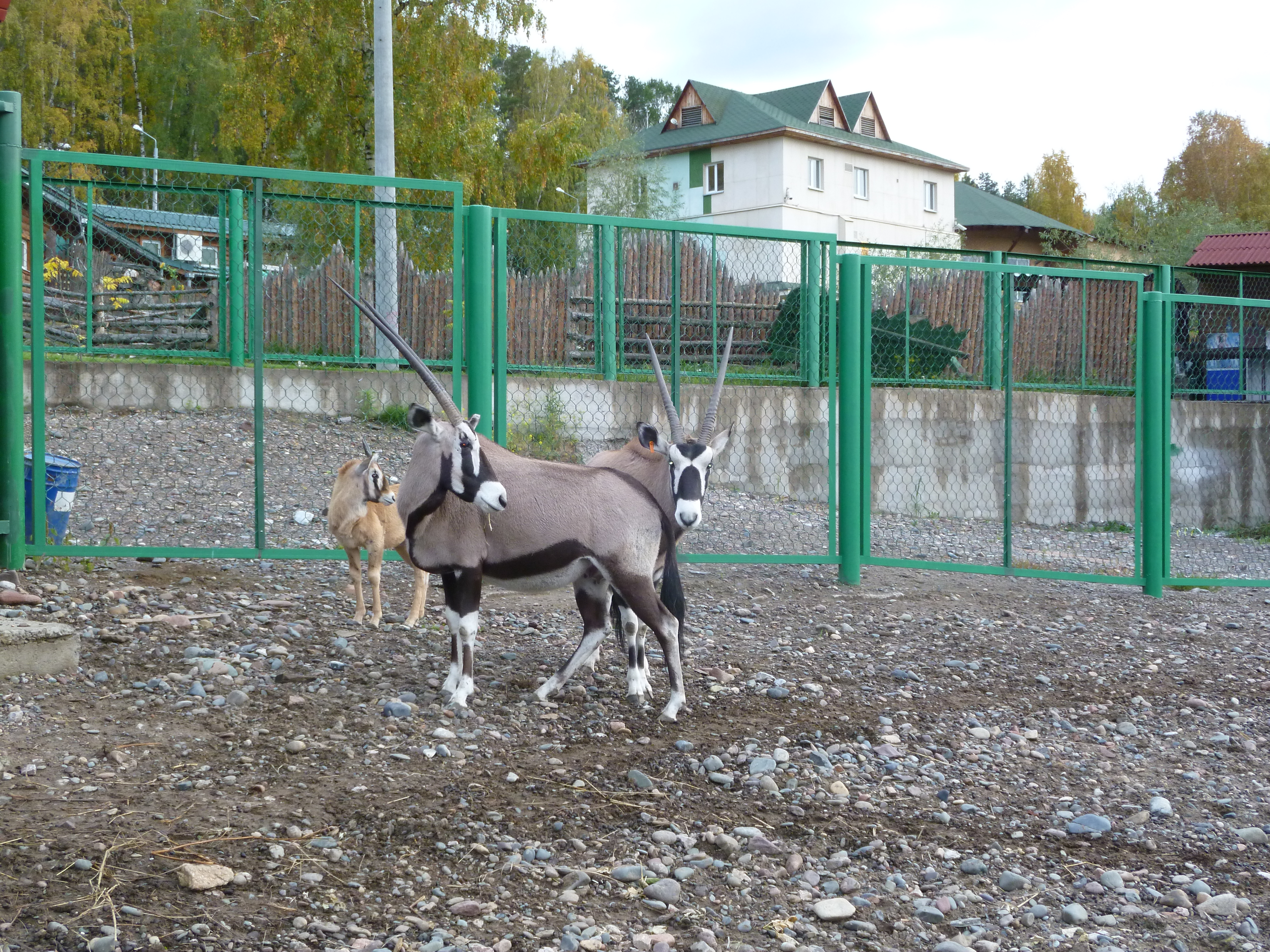
«Роев ручей». Ориксы.

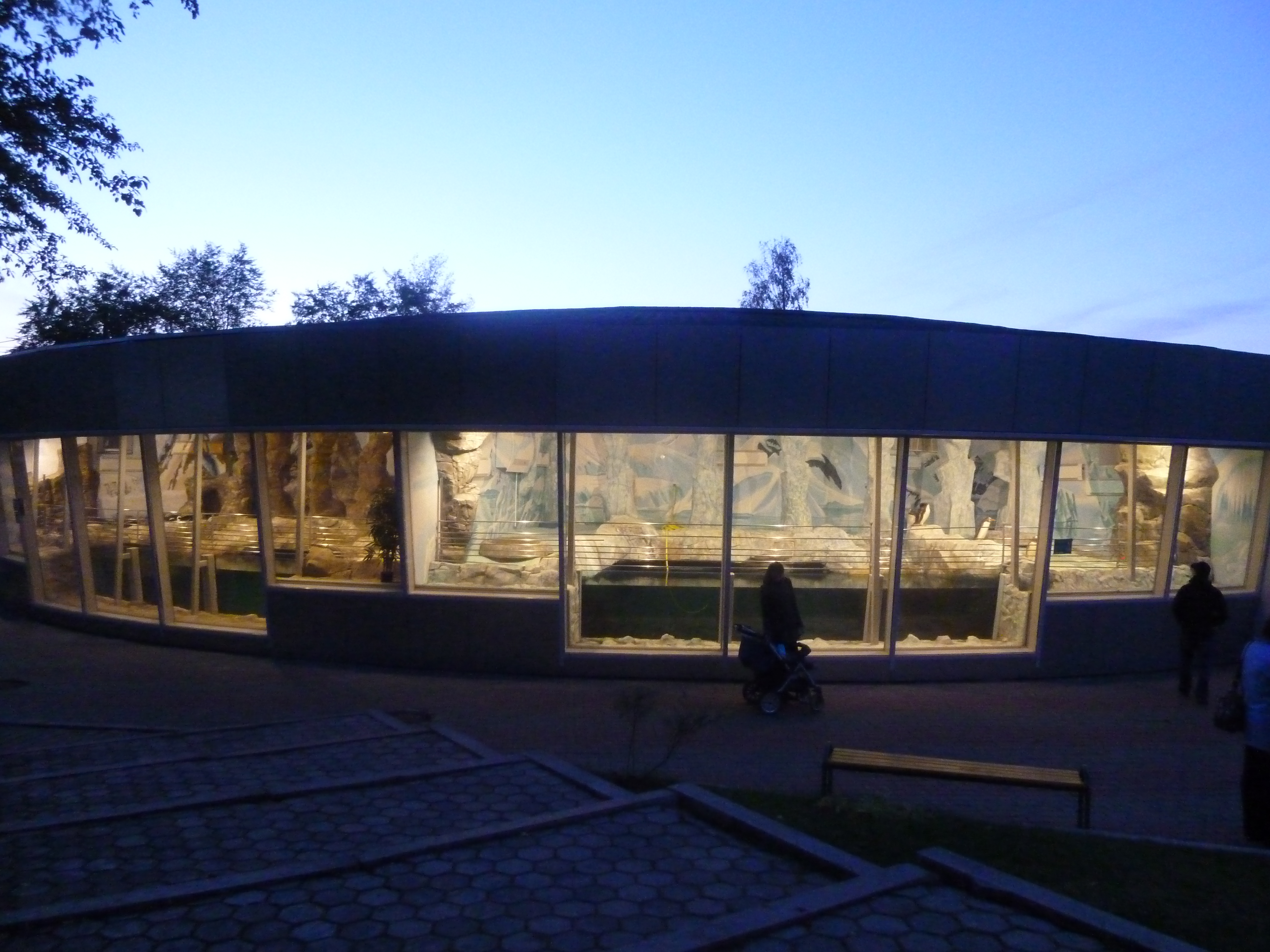
Пингвинарий в красноярском парке флоры и фауны «Роев ручей». Содержатся два вида пингвинов — папуанские и очковые.

В зоопарке построены вольеры и зимние помещения для птиц; вольер и зимнее помещение жирафов (2007), вольеры и зимнее помещение теплолюбивых копытных (2011), вольеры и зимнее помещение крупных кошачьих; вольеры и зимнее помещение мелких кошачьих; пруды.
Имеется шесть тёплых экспозиций — «Экзотические животные», «Акватеррариум», «Африканские львы», «Жирафы», «Теплолюбивые копытные», «Журавлеобразные».
В 2011 году был построен крупнейший в России и единственный за Уралом пингвинарий, имеющий два бассейна на тридцать кубометров воды.
В 2013 году построен специальный корпус для куньих и летний (уличный) вольер для пингвинов; решается вопрос о строительстве помещений для слонов.
Ведётся строительство новой, самой большой в Евразии зоны арктических животных и вольеров для белых медведей. В настоящее время полностью готовы и эксплуатируются два вольера нового типа для белых медведей.
В ближайших планах — строительство вольеров и приобретение носорогов и бегемотов; кошачьих.

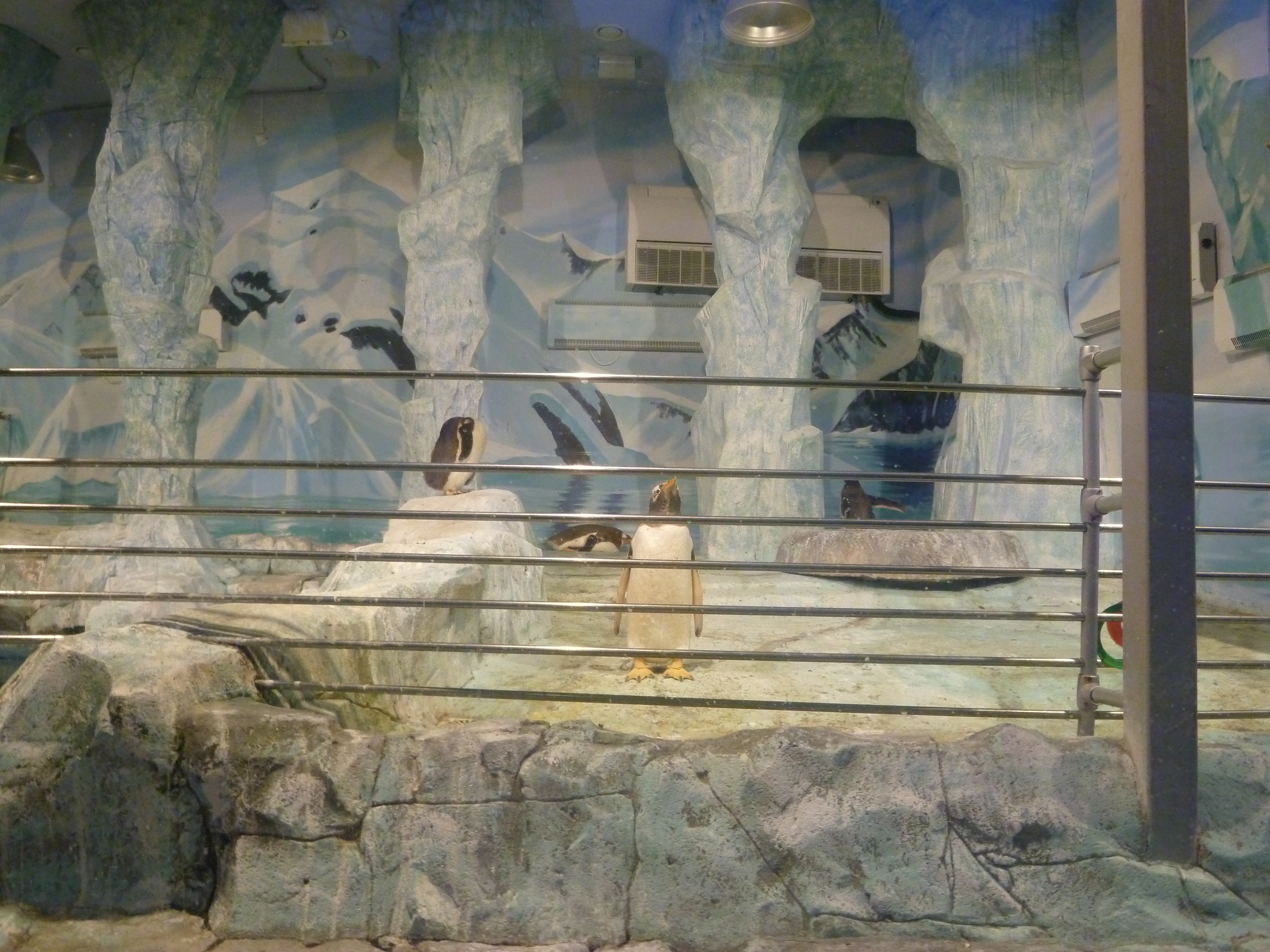
Сектор папуанских пингвинов пингвинария красноярского парка флоры и фауны «Роев ручей».

- Млекопитающие: 105 видов, 315 экз.;
- Птицы: 137 видов, 743 экз.;
- Рептилии: 109 видов, 286 экз.;
- Амфибии: 22 видов, 119 экз.;
- Рыбы: 241 вида, 5 294 экз.;
- Беспозвоночные: 106 видов.

Всего — 730 видов, 7 887 экз. (плюс животные в зоопитомнике); из них размножалось 132 вида.
«Роев ручей» работает в Европейской программе по содержанию и разведению редких видов по амурскому тигру, снежному барсу, дальневосточному леопарду, белоплечему орлану, стерхам, даурским журавлям.
В парке представлено 933 вида, 400 сортов и 140 тысяч экземпляров древесных, цветочно-декоративных и декоративно-лиственных растений; представлено 4,5 тыс. м² цветников.
Посещаемость парка — 755 000 человек (2019 год).

### Коралловые полипы
- актиния ковровая стинодактила хаддони

### Иглокожие
- офиура настоящая

### Морские звёзды
- протореастр
- протореастр красношипая

### Морские ежи
- ёж диадема
- ёж меспилия
- ёж-арбузик
- ёж-дикобраз

### Высшие раки
- креветка Амано
- креветка-доктор
- креветка-доктор кардинал

### Рыбы
- сем. серые акулы: чернопёрая акула.
- сем. речные хвостоколы: глазчатый хвостокол (моторо).
- сем. осетровые: осётр сибирский, стерлядь.
- сем. костеязычные: нож пятнистый.
- сем. аравановые: аравана.
- сем. клюворылые: гнатонем Петерса.
- сем. муреновые: леопардовая мурена (гимноторакс леопардовый).
- сем. харацидовые: тетра эквадорская, тернеция (траурная тетра), грацилис (тетра-светлячок), тетра красноносая, минор (красная тетра), неон чёрный, тетра ложная королевская, фантом чёрный (чёрный орнатус), фантом красный (красный орнатус), неон красный, неон голубой, тайерия косая.
- сем. пираньевые: пиранья Паттерера.
- сем. африканские тетры: конго-тетра, клинобрюшка обыкновенная.
- сем. аптеронотовые: чёрный нож.
- сем. карповые: бала акулий, усач глянцевый, барбус огненный, барбус суматранский, барбус мутант, барбус алый, барбус вишнёвый, золотая рыбка, карп цветной, сиамский водорослеед, двухцветный лабео, зелёный лабео (Labeo fisheri), лептобарбус, морулиус чёрный, расбора клинопятнистая, расбора трёхлинейная.
- сем. чукучановые: чукучан китайский.
- сем. вьновые: боция мраморная, боция роскошная, боция голубоватая.
- сем. сомовые: сомик двуусый индийский.
- сем. пангасиевые сомы: акулий сом сиамский.
- сем. кларичиевые: клариас ангольский.
- сем. мешкожаберные сомы: мешкожаберный сом.
- сем. широкоголовые сомы: сом буцефал двухцветный.
- сем. плоскоголовые сомы: сом плоскоголовый краснохвостый, псевдоплатистома полосатая, псевдоплатистома, сомик золотистый, сомик крапчатый, хоплостернум обыкновенный.
- сем. кольчужные сомы: анцистр обыкновенный, лорикария обыкновенная, плекостом пятнистый, птеригоплихт парчовый, стурисома панамская.
- сем. гамбузиевые: гуппи, моллинезия сфенопс, велифера, меченосец обыкновенный (зелёный), плятипецилия многоцветная.
- сем. радужницы: атерина красная, ириатерина Вернера, атерина двухцветная, радужница неоновая.
- сем. серрановые, или каменные окуни: каллоплезиопс белоточечный (павлиний групер), групер красный, антиас великолепный, псевдоантиас, цифотиляпия фронтоза, трофеус Мура, трофеус звёздчатый, дельфин голубой, рыба-удильщик, павлиний группер, хоплохромис васильковый, цихлида-нож, аулонокара мультиколор, синодонты, нож индийский, нож чёрный, гурами промысловый, змееголов коричневый, многопёр сенегальский, тетрагоноптерус, лампролог ракушковый, лампролог-бабочка, лампролог апельсиновый, юлидохромис регана, зебрасома парусная Дежардена, зебрасома парусная, зебрасома жёлтая, бычок золотоголовый, нематэмотрикс огненный, хирург белогрудый, хирург королевский, хирург голубой, носорог оранжевоиглый, актиас лирохвостый, актиас. великолепный, губан доктор, крылатка-зебра, кузовок рогатый обыкновенный, рыба-ёж длинноиглая, лисица жёлтая, парахейлин краснополосый, гурами целующийся, гурами пятнистый, расбора Хенгеля, расбора трёхлинейная, сом плоскоголовый краснохвостый, сом акулий, лябиоза, лялиус, макропод обыкновенный, петушок, дискус, аргус обыкновенный, моко серебряный, меченосец, плятипецилия пятнистая, атерина двухцветная, апистограмма какаду, хилатерина Блёхера, стуризома панамская, цихлазома никарагуанская, цихлазома бриллиантовая, цихлазома восьмиполосная, цихлазома северум, цихлазома радужная, астронотус, акара бирюзовая, паку чёрный, грамма королевская, дасциллус трёхточечный, дасциллус чёрнохвостый, клоун томатный, клинобрюшка обыкновенная, тетра-светлячок, фантом чёрный, фантом красный, геринохейлюс, лептобарбус Хёвени.

### Пресмыкающиеся
- сем. варановые: синехвостый варан, полосатый варан, крокодиловый варан, капский варан, смарагдовый варан, варан Макрея.
- сем. американские вараны: тегу.
- сем. сухопутные черепахи:
  - род сухопутные черепахи: шпороносная черепаха, леопардовая, или пантеровая черепаха.
  - род американские сухопутные черепахи: угольная черепаха.
  - род мадагаскарские черепахи: лучистая черепаха.
- сем. пресноводные черепахи:
  - род болотные черепахи: европейская болотная черепаха.
  - род чёрные пресноводные черепахи: чёрная пресноводная черепаха, плоскоголовая черепаха.
- сем. трёхкоготные черепахи: китайский трионикс.
- сем. ложноногие, подсемейство питоны:
  - род настоящие питоны: обыкновенный удав, аргентинский удав, питон сетчатый, питон королевский, питон тигровый, питон тиморский, иероглифовый питон.
  - род водяные питоны: папуанский водяной питон.
  - род ромбические питоны: ковровый питон, зелёный питон.
- сем. ужеобразные:
  - род лазающие полозы: полоз узорчатый, маисовый полоз, амурский полоз Шренка,
  - техасский полоз, пёстрый полоз, тонкохвостый полоз, китайский полоз.
  - род австралийские мангровые змеи: мангровая змея, синалоайская молочная змея, гондурасская молочная змея.
- сем. удавы:
  - род настоящие удавы: обыкновенный удав, аргентинский удав.
  - род гладкогубые удавы: кубинский удав, бразильский радужный удав.
  - род мадагаскарские удавы: мадагаскарский удав Дюмерея.
  - род узкобрюхие, или древесные удавы: мадагаскарский древесный удав, садовый удав.
- род ринхофисы: ринхофис Буланже.
- сем. веретеницевые: желтопузик.
- сем. агамы: агама водяная, агама бородатая, япалура великолепная, ящерица плащеносная.
- сем. сцинковые: обыкновенный синеязыкий сцинк, гигантский синеязыкий сцинк.
- подотряд ящерицы:
  - сем. ящерицы настоящие: жемчужная ящерица.
  - сем. анолисовые: род анолисы: анолис-рыцарь.
  - сем. гекконовые: мадагаскарский геккон.
  - сем. хамелеоны: хамелеон пантеровый.
- род настоящие игуаны: зелёная игуана.
- сем. настоящие крокодилы: тупорылый крокодил.
- сем. аллигаторовые: гладколобый кайман.

### Земноводные
- сем. квакши: австралийская квакша, жабовидная квакша.
- сем. веслоногие: гигантский зелёный веслоног.

### Брюхоногие
- сем. ахатиновые: ахатина восточно-африканская, или гигантская африканская улитка.

### Членистоногие
- сем. перисфиды: таракан гигантский мадагаскарский.
- отр. десятиногие: лангуст расписной[34].

### Птицы

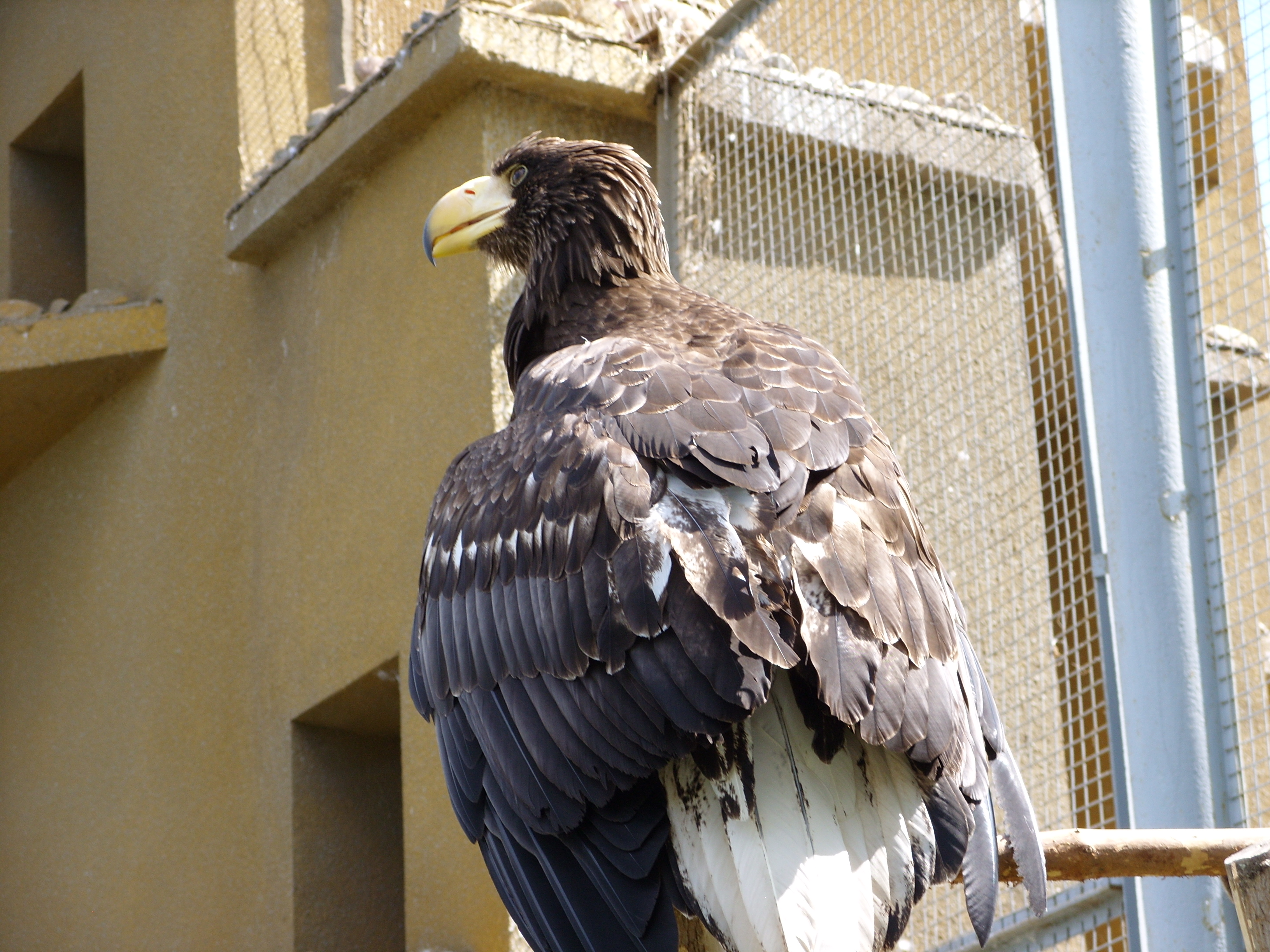
Орлан

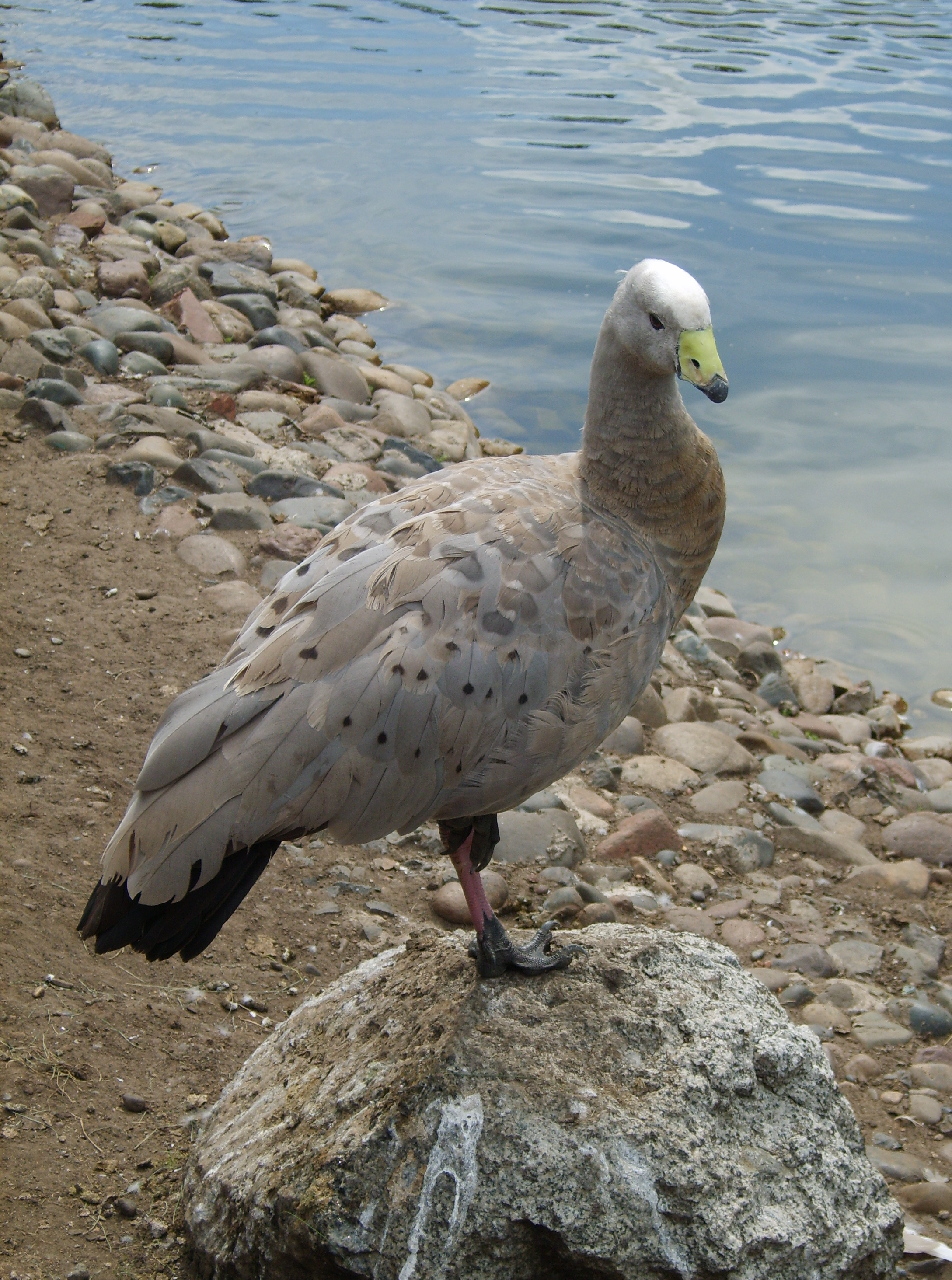
Куриный гусь в зоопарке «Роев Ручей».

- сем. пингвиновые: очковый пингвин, папуанский пингвин[35], пингвин Гумбольдта[36].
- сем. страусовые: страус.
- сем. казуаровые: эму.
- сем. пеликановые: кудрявый пеликан.
- сем. баклановые: большой баклан, малый баклан.
- сем. цаплевые: серая цапля, малая белая цапля, жёлтая цапля, большая выпь.
- сем. аистовые: белый аист, чёрный аист.
- сем. ибисовые: великолепный ибис (хагедаш), священный ибис.
- сем. фламинговые: розовый (обыкновенный) фламинго.
- сем. рогатые вороны: абиссинский рогатый ворон.
- сем. утиные: свиязь, белолицая свистящая утка, лебедь-шипун, чёрный лебедь, западный тундровый лебедь, белолобый гусь, серый гусь, чёрный (индийский) гусь, гавайская казарка, атлантическая канадская казарка, белощёкая казарка, краснозобая казарка, куриный гусь, нильский гусь, огарь, пеганка, домашняя мускусная утка, мандаринка, каролинка, кряква, красноголовый чирок, хохлатая чернеть, шилохвость.
- сем. ястребиные: чёрный коршун, орлан-белохвост, белоплечий орлан, чёрный гриф, белоголовый сип, ястреб-тетеревятник, обыкновенный канюк (сарыч), мохноногий канюк (зимняк), степной орёл, могильник, беркут.
- сем. соколиные: обыкновенная пустельга, балобан, сапсан.
- сем. индейковые: индейка (домашняя форма).
- сем. фазановые: азиатский кеклик (каменная куропатка), серая куропатка, обыкновенный перепел, расписной перепел, гималайский монал, обыкновенный фазан, серебряный фазан, тайваньский фазан (Свайно), коричневый ушастый фазан, синий ушастый фазан, фазан Эллиота, королевский фазан, золотой фазан, алмазный фазан, зелёный фазан, фазан охотничий, обыкновенный павлин, улар гималайский (тёмнобрюхий) или горная индейка.
- сем. журавли: серый журавль, даурский журавль, японский журавль, стерх, журавль-красавка, восточный венценосный журавль.
- сем. пастушковые: лысуха.
- сем. чайковые: серебристая чайка (хохотунья, мартын).
- сем. голубиные: туркестанская малая горлица, хохлатый голубь, бриллиантовая горлица.
- сем. попугаевые: многоцветный (горный) лорикет, жёлтоспинный широкохвостый лори, белый какаду (гибрид), какаду Гоффина, корелла (нимфа), красная розелла, обыкновенная розелла, бледноголовая розелла, жёлтощёкая розелла, краснолобый (прыгающий) попугай, волнистый попугайчик, краснохвостый жако, сенегальский попугай, розовощёкий попугай (вариант blue), неразлучник Фишера, масковый неразлучник, большой кольчатый попугай, малый кольчатый (ожерелловый)попугай, сливоголовый попугай, сине-жёлтый ара, чёрноголовый аратинга, калита (попугай-монах), воробьиный попугайчик Лессона, синеголовый красногузый попугай, венесуэльский амазон.
- сем. настоящие совы: филин, белая сова, длиннохвостая неясыть, бородатая неясыть, ястребиная сова, ушастая сова, болотная сова, сапсан.
- сем. тукановые: зелёный тукан, красноклювый тукан.
- сем. настоящие дятловые: большой пёстрый дятел.
- сем. вьюрковые ткачики: рисовая амадина, японская амадина, гульдова амадина, тростниковый астрильд, зебровая амадина, рисовка.
- сем. вороновые: сойка, голубая сорока, ворон.

### Млекопитающие

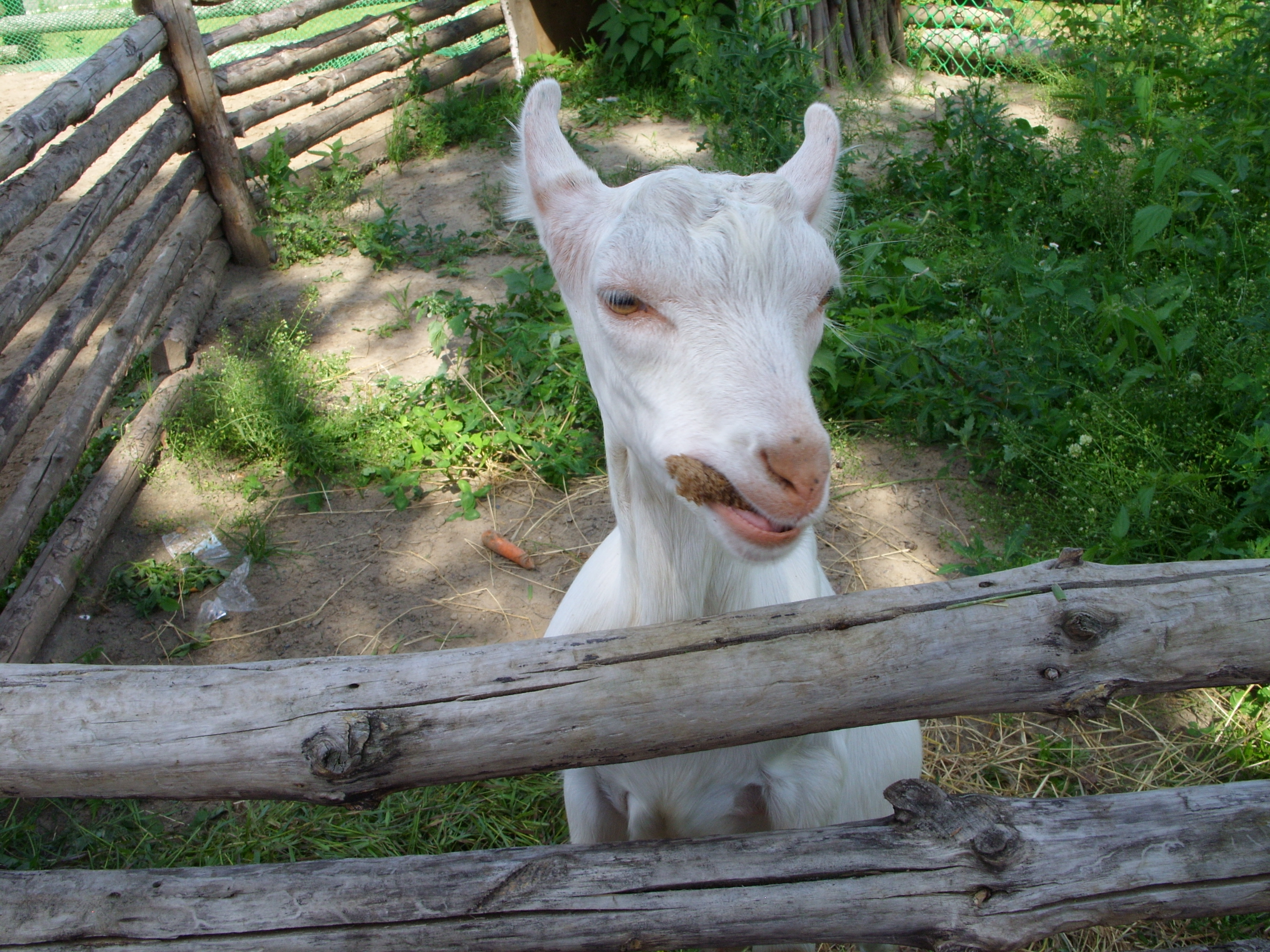
Коза

- сем. сумчатые летяги: большой (полосатый) кускус, карликовый поссум (карликовая сумчатая летяга).
- сем. кенгуровые: кенгуру Беннета.
- сем. тенрековые: иглистый тенрек.
- сем. ежовые: ёж обыкновенный, ёж даурский, ёж ушастый.
- сем. крылановые: египетская летучая собака.
- сем. лемуровые: лемур вари чёрно-белый
- сем. галаго: галаго толстохвостый, галаго сенегальский.
- сем. игрунковые: игрунка обыкновенная (Уистити), мармозетка карликовая, тамарин краснорукий.
- сем. капуциновые: саймири обыкновенный (беличий).
- сем. мартышковые: макак яванский, макак японский, серощёкий мангабей, гамадрил, мартышка зелёная, мартышка голуболицая, колобус восточный.
- сем. человекообразные обезьяны: гиббон белорукий[37], шимпанзе.
- сем. зайцевые: заяц-русак, заяц-беляк.
- сем. беличьи: белка обыкновенная, белка Превоста, сурок сибирский (тарбаган), бурундук азиатский.
- сем. бобровые: бобр обыкновенный (речной).
- сем. хомяковые: песчанка карликовая африканская, песчанка африканская, песчанка краснохвостая, песчанка монгольская полуденная, песчанка Тристрами, хомячок золотистый (сирийский), песчанка жирнохвостая, хомячок джунгарский, хомячок Кэмпбела.
- сем. мышиные: мышь иглистая.
- сем. дикобразовые: дикобраз гребенчатый, дикобраз индийский.
- сем. шиншилловые: шиншилла (домашняя форма).
- сем. нутриевые: нутрия.
- сем. восьмизубовые: дегу.
- сем. агутиевые: горная па́ка.
- сем. собачьи (псовые): песец, шакал, волк, волк чёрный, волк красный, собака енотовидная, корсак, фенек, лисица обыкновенная.
- сем. медвежьи: медведь уссурийский белогрудый, медведь бурый, медведь белый, медведь тяньшанский бурый (белокоготный)[38].
- сем. енотовые: носуха, кинкажу, енот-полоскун.
- сем. куньи: росомаха, харза, соболь, барсук, полосатый скунс, горностай, лесной (чёрный) хорёк, американская норка, перевязка.
- сем. виверровые: жёлтый мангуст, генетта кошачья, полосатый мангуст (мунго), циветта африканская пальмовая, мусанг, суриката.
- сем. кошачьи: кошка леопардовая (бенгальская), кот лесной дальневосточный, кот камышовый, кошка степная, кот лесной европейский, каракал, рысь, рысь рыжая, кот барханный (песчаный), оцелот, сервал, кот-рыболов, лев, белая вариация (белый лев), пума, леопард дальневосточный (амурский)[39], ягуар-меланист (чёрная пантера)[40], тигр амурский, тигр бенгальский (белая вариация)[41][42], барс снежный (ирбис[43]).
- сем. лошадиные: осёл домашний, зебра Гранта, пони шетлендский.
- сем. тапировые: тапир бразильский (равнинный).
- сем. свиные: кабан.
- сем. свинковые: патагонская мара.
- сем. пекариевые: пекари ошейниковый.
- сем. верблюдовые: верблюд двугорбый — домашняя форма, верблюд двугорбый — дикая форма, гуанако[44].
- сем. оленевые: лось, косуля сибирская, марал алтайский, олень пятнистый уссурийский, лань европейская, олень северный.
- сем. жирафовые: жираф южно-африканский.
- сем. полорогие: як домашний, зубр, зубробизон, гну голубой, орикс (гемсбок), овцебык, козёл винторогий (мархур), сибирский горный козёл, муфлон европейский, баран голубой[45].